# 清水武夫 (花火)
清水 武夫（しみず たけお、1912年 - 2011年2月14日）は、日本の花火研究者。詩人の清水哲男・清水昶兄弟の父であり、また自身でも詩集を出した。

## 略歴・人物
- 1912年 山口県阿武郡に生まれる
- 1933年 陸軍士官学校本科を卒業（45期）
- 1940年 東京帝国大学工学部火薬学科卒業
- 1954年 細谷化工に入社。その後、PL花火芸術を経て、興亜化工取締役研究部長
- 1958年 「菊花型花火の設計」で工学博士号を取得。論文は『菊花型花火 (割物) の設計条件について』[2]
- 1960年 「ロケット火薬等の形状に関する考察」で火薬学会賞を受賞[3]
- 2011年2月14日 死去、享年98。墓所は三鷹市野崎のメモリアルガーデン三鷹。

## 編著書
- 『花火』一橋書房、1957年
- 『花火の話』河出書房新社、1976年
- 『物理的見地から見た花火（独文）』Hamburg, Hower Verlag
- 『花火の話』サークル花火万華鏡、1998年（上掲本の復刻）